# Ūälīkhanov Aūdany
Ūälīkhanov Aūdany är ett distrikt i Kazakstan.   Det ligger i oblystet Nordkazakstan, i den nordöstra delen av landet, 200 km norr om huvudstaden Astana.